# Adilson Pedro Busin
Adilson Pedro Busin CS (ur. 20 maja 1965 w Sarandi) – brazylijski duchowny katolicki, biskup pomocniczy Porto Alegre w latach 2016–2023, biskup diecezjalny Tubarão.

## Życiorys
Święcenia kapłańskie przyjął 9 stycznia 1993 w zgromadzeniu Misjonarzy św. Karola Boromeusza. Był m.in. rektorem niższego seminarium zakonnego, mistrzem nowicjatu, przełożonym brazylijskiej prowincji oraz wikariuszem zakonnego regionu południowoamerykańskiego.
27 stycznia 2016 papież Franciszek mianował go biskupem pomocniczym archidiecezji Porto Alegre oraz biskupem tytularnym Guardialfiera. Sakry biskupiej udzielił mu 30 kwietnia 2016 biskup Alessandro Carmelo Ruffinoni.
3 maja 2023 ten sam papież przeniósł go na urząd biskupa diecezji Tubarão.